# 미젱고 핀다

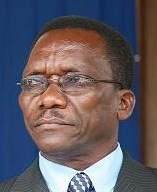
미젱고 핀다

미젱고 핀다(스와힐리어: Mizengo Pinda, 1948년 8월 12일 루콰 주 ~ )는 탄자니아의 정치인으로 2008년 2월 9일부터 현재까지 탄자니아의 총리를 역임하고 있다. 소속 정당은 탄자니아 혁명당이며 다르에스살람 대학교 출신이다.
2000년 총선거에서 동므판다(Mpanda) 선거구 후보로 출마하여 당선되었으며 2006년 1월 6일부터 2008년 2월 9일까지 탄자니아 광역 행정·지방 자치부 장관을 역임했다.